# Araucanía (region)
38°54′S 72°40′V / 38.900°S 72.667°V
Araucanía er en af Chiles regioner og har nummer IX på den officielle liste. Den har navn efter mapucherne, det oprindelige folk i området, som af de spanske kolonister blev kaldt "araucanier".
Regionen har et areal på 31.842,3 km² og grænser op til Biobío mod nord, mod syd til Los Ríos, mod øst til Argentina og mod vest til Stillehavet. Hovedbyen er Temuco, og andre større byer er Angol og Villarrica.

## Natur
Skovområder med træer af blandt andet sydbøg-slægten (Dombeys sydbøg og rauli), er dominerende i over det meste af regionen. Over andre træer knejser abetræerne, hvis nødder er en form for pinjekerner og spises af især pehuencherne.
I regionen finder man flere nationalparker og naturreservater, der hjælper med til at beskytte de arter af dyr og planter, der er specielle for området.

## Historie
Området var oprindeligt centralt for mapucherne, der modstod inkaernes forsøg på erobring og ligeledes længe de tilsvarende spanske forsøg. Det kostede spanierne så mange liv at gøre forsøget, at de måtte acceptere en sydgrænse ved Biobío-flodens bred.
Da Chile blev selvstændigt i 1818, forsøgte regeringen i mange år at opretholde et fredeligt forhold til de oprindelige beboere i Araucaníen og sydpå. Det var først i 1862, at man indledte erobringen af de sydlige dele af den nuværende stat. Denne proces skulle vise sig at blive en langvarig sag, der først blev fuldt gennemført tyve år efter indledningen. Mange større og mindre byer i regionen blev grundlagt som militære udposter under og lige efter belejringen af Araucaníen. De sidste områder, der blev erobret af den chilenske hær, var Lonquimay og lavlandsområderne ved Toltén-floden. Det er også i disse områder, at mapuche-samfund har klaret sig bedst efter erobringen. Trafikken sydpå fik et pænt løft med bygningen af Malleco-viadukten, der stod færdig i 1890, og derefter blev også bosættelserne i det sydlige Chile mere stabile.

### Chiles forrådskammer
Efter erobringen af området blev den naturligt frodige jord i regionen i stor grad opdyrket, og Araucanien blev kendt som Chiles kornkammer. Udbyttet af især hvede var stort, og med indførelsen af moderne teknologi som traktorer kunne man opdyrke store områder. Imidlertid kendte man ikke til fordelene ved vekseldrift, og da man samtidig ryddede store skovarealer, opstod der kraftig erosion, hvorved jorden blev udpint og ikke længere kunne give de samme store udbytter som førhen.

### Nye konflikter med mapucherne
Efter genindførelsen af demokratiet i 1990 kom mapuche-organisationerne igen på banen med krav om at få bestemte territorier, hvilket førte til det, der nu kendes som mapuche-konflikten. Nogle af de mere radikale organisationer har brugt midler som brandstiftelse og dødstrusler for at hævde deres krav, mens andre mere moderate organisationer har søgt international opbakning til deres krav.

## Administration
Araucanía er opdelt i to provinser: Malleco i nord og Cautín i syd. Disse provinser er igen opdelt i sammenlagt 32 kommuner.

## Demografi
I regionen boede der ved folketællingen i 2002 869.535 mennesker. Den største by og Chiles hurtigst voksende i de senere år er hovedbyen Temuco, der har 260.783 indbyggere (næsten en tredobling på 30 år). Af andre større byer i regionen finder man turistbyen Villarrica (45.531 indbyggere) og Angol (43.801).

## Økonomi og beskæftigelse
Regionen var i mange år kendt for at være Chiles kornkammer. Der dyrkes fortsat meget hvede i området, men i de senere år er der suppleret med andre afgrøder som havre, raps, lupiner suppleret med blomster og frugt.
Ved siden af landbruget er regionen i stor grad afhængig af turisme. Blandt attraktionerne er et casino, varme kilder, naturstier og motionsarrangementer, herunder halve ironman-konkurrencer. De vigtigste turistområder er Villarrica og Pucón.

## Kultur
I modsætning til flere andre af landets regioner er Araucanía ikke så tydeligt præget af europæiske indvandrere. De fleste beboere i regionen kom fra det centrale Chile efter erobringen, og nutidens befolkning stammer i stor udstrækning herfra. Desuden er der en betydelig gruppe af folk, der stammer fra den oprindelige befolkning, særligt mapucherne. Denne gruppe udgør omkring 25%, hvilket er den største andel af oprindelige folk, der findes i de chilenske regioner. Der er desuden en markant gruppe af mestizer i regionen.
Af indvandrere i regionen finder man ud over spaniere også grupper med rødder i Tyskland, Schweiz og Østrig. Dertil kommer mindre grupper fra Argentina, Japan, Korea, Libanon, Arabien, Tyrkiet, Nordamerika og Australien. Byen Angol er kendt for at have en meget stor andel af "hvide" folk, Temuco har markante indslag af kinesere og syrere, mens Villarrica har flere tusinder afrikaanere, der kom til landet i forbindelse med boerkrigen.